# 拉苏尔·博基耶夫
拉苏尔·博基耶夫（1982年9月29日—）是一名塔吉克斯坦柔道运动员。他曾在2008年夏季奥林匹克运动会73公斤级柔道比赛上获得铜牌，这是塔吉克斯坦的第一枚奥运奖牌。